# HD 114762 b
HD 114762 b é um planeta extrassolar massivo gasoso, localizado a cerca de 132 anos-luz (40,6 pc) de distância a partir da Terra na constelação de Coma Berenices. Ele orbita a estrela HD 114762. Dependendo do ângulo de inclinação sua menor massa possível é 11 vezes a massa de Júpiter, e sua maior massa cerca de 145 vezes a de Júpiter. HD 114762 b pode ter sido o primeiro planeta extrassolar a ser detectado, antecedendo os planetas de pulsar encontrados em torno de PSR B1257+12 em 1992 e da anã amarela da 51 Pegasi. O companheiro orbita sua estrela a cada 83,9 dias e tem uma excentricidade orbital de 0,34; para comparação, esta órbita é semelhante a de Mercúrio, mas com o dobro da excentricidade.